# 宇田川氏
宇田川氏（うだがわし）とは
- 15世紀頃（室町時代）から品川や葛西など東京湾岸に定着した豪族である。地域により、佐々木氏または上杉氏の庶流と伝えられる。
  - もともと鎌倉を拠点とした上杉氏や太田氏に従い江戸の開発に携わっていた。
  - 分家等が品川（あるいは渋谷宇田川町）を中心として江戸の各地に広がったとみられ、現在では東京やその周辺（主に浦安市）で特徴的に多い姓として知られている。
  - 浮世絵師・歌川豊春を祖とする歌川派の由来でもある。
- 津山藩の藩医（江戸詰）を勤めた一族であり、蘭学の名門である（祖は上に同じ）。

室町時代から続く江戸発祥の氏であり、最初に名乗った人物は品川の宇田川和泉守長清（後述）と目されている。ただし、長清がこれらの系統すべての祖であるかどうかについては、明確な史料が流通しておらず不明である。

## 宇田川氏（武蔵国）
武蔵国の宇田川氏（うだがわし）とは、15世紀頃から品川や葛西など東京湾岸に定着した豪族である。地域によって、佐々木氏庶流もしくは上杉氏庶流と伝えられる。

### 前史
宇田川氏の由来については諸説ある。
一説に、宇田川氏の由来は、渋谷を流れていた宇田川であると言われている。渋谷区史によれば、その一帯は古くから「宇陀野」（うだの）と呼ばれており、宇田川は当初「宇陀川」と書かれていた。宇陀野の由来は定かではないが、宇陀は『日本書紀』や『古事記』にも登場する奈良（大和国宇陀郡）の歴史的地名であり、奈良の同地にも宇陀川という河川が存在する。
宇田川は東京によく見られる姓として知られているため、宇田川を名乗る一族が河川の宇田川や渋谷宇田川町を開発しその名を残したという説も、根拠に乏しいものの地誌などでは根強くある。実際に、宇田川氏が開発し「芝宇田川町」と名付けられた町が現在の港区内にあった。
渋谷宇田川周辺から出た一族がその地にちなんで宇田川を名乗り始めたわけではなく、宇田川氏が渋谷宇田川の名の由来であるとするならば、宇田川氏の由来が問題である。この場合、一族が分かれ出たとされる宇多源氏佐々木氏の祖宇多天皇に由来するという説、刀の名前に由来するという説が可能性として残る。
『江戸鹿子』では渋谷宇田川について、「宇田」という刀が落ちた川であることから宇田川と名付けられたという説が紹介されている他、浦安市の有形文化財・旧宇田川家住宅では上杉定正愛用の刀「宇田丸」にちなんだ家名であるとしている（刀剣につく「〜丸」は一般に愛称で特別な意味はないため、名前としては同一視できる）。「宇多」と呼ばれ「宇田」とも書かれた刀剣としては、実際に「宇多派」と呼ばれる刀工一派のものとして存在する。宇多派は、鎌倉時代末期に大和国宇陀郡出身の宇多国光が創始し、ちょうど宇田川氏が歴史に現れる室町時代に栄えた一派である。刀説もまた証拠に乏しく伝説の域を出ないが、渋谷宇田川の由来と同時に宇田川氏の由来も説明できるものではある。

### 宇田川氏（品川区）
初代の宇田川長清が品川に移住した事に始まる。状況に応じて、山内・扇谷上杉の両家に従っていた。在地の武士であり、品川湊の商人でもあった。佐々木氏庶流と伝えられている。
- 1457年（長禄元年） - 宇田川長清が江戸日比谷から北品川に移住する。江戸城の築城に伴う措置で、太田道灌の命令による。その後、上杉房顕や上杉朝良に従った。また、品川城の城主を務めた。
- 1466年（寛正7年） - 宇田川清勝が上杉顕定に従い五十子の戦いで戦死。六郷河原の合戦という説もあり。
- 1518年（永正15年） - 『坂東導者日記』[2]では、品川に宇田川姓6名を数える。これらは品川湊の商人だった。
- 1524年（大永4年） - 江戸城（上杉朝興）落城。北条氏綱の城になった。宇田川勝元が修築する。

三代目の宇田川勝元、勝種、勝定は後北条氏に従った。品川神社の神主職を兼ね、町衆代表になった。
- 元亀・天正の頃 - 宇田川勝種は品川神社の神主職を兼ねるようになった。
- 1574年（天正2年） - 宇田川勝定が町衆代表の一人として、北条氏照から書状を受け取った。

後北条氏が滅亡し、徳川氏が入府すると徳川氏に従った。宇田川勝定は品川神社の神主職を安堵された。宇田川勝重は関ヶ原の戦い、大坂の陣の戦勝祈願を行うなど、徳川家康・徳川秀忠・徳川家光の三代に渡って、将軍家との結びつきを深めた。勝重は養子であった為、のちに小泉と姓を改めた。
勝定の次弟の系統は北品川宿の単独世襲名主職。三弟の系統はニ之江村の名主職に分かれた。嫡系はさらに品川歩行新宿の名主職、芝大神宮の神主職に分かれた。

### 宇田川氏（江戸川区・浦安市）
扇谷上杉家・上杉朝昌の子、宇田川郷右衛門親定（東永）を祖とする一族。親定の子であり、宇田川勝定の三弟でもある宇田川喜兵衛定氏は江戸川区の葛西地区（宇喜田・北葛西・東葛西）やニ之江、港区の一部（旧称：芝宇田川町）を開発した。
『新編武蔵風土記稿』によれば、親定は上杉朝昌の庶子で、還俗して宇田川郷右衛門親定を名乗った僧の東永である。東永は諸系図によれば朝昌の長子であった可能性が高いが、父（相国寺で「本東」と号した）にならってか出家し一時は建長寺の僧であった。後に還俗し品川に居住している。状況と当時の風習から考えれば、家臣筋であった宇田川家の養子になったものと思われる。
なお、扇谷家当主でありながら男子が出来なかった伯父・定正の養子となって家督を継いでいったのが東永の兄弟たちであるが、当時の扇谷家は両上杉家と並び称された関東管領・山内家とともに没落しつつあり、まもなく断絶している。また、妹とみられる女性は初め山内家当主・上杉憲房（子の代に長尾景虎、後の上杉謙信が養子となる）の正室となり、後に甲斐武田家当主・信虎（武田信玄の父）の側室になっている。当地の宇田川氏は、このように生き残りを模索していた扇谷家末裔の一つといえる。名前の「定」は扇谷家がよく用いた通字である。
親定の子、宇田川 定氏（うだがわ さだうじ、天文2年（1533年） - 元和6年（1620年））は後北条氏の家臣である。品川生まれ。通称は喜兵衛（きへえ）。
定氏の代に小松川（現在の江戸川区北西部）に移住したという。旧葛飾郡を中心に上杉氏流と伝える家が多いのはこのためである。ただし、各地の記録には若干の相違がある。浦安市にある旧宇田川家住宅の家伝では、（朝昌の兄）定正の子孫（恐らく隣接する葛西方面の宇田川家を指している）の分家にあたると伝えているが、定正には宇田川氏につながり得るような子孫が史料で確認できないこと、上記のように朝昌と定正が扇谷家当主をめぐって複雑な関係にあったことから考えて誤伝の可能性がある。定正は江戸時代に流行した『南総里見八犬伝』でも有名な人物であったことが窺い知れるが、朝昌は現在でも不詳なところが多い人物であり、両者の知名度にはかなりの差があった。
定氏は、江戸幕府成立の直前に現在の葛西地区で公称三千石の土地を開発し、「宇喜新田」と名付けた。宇喜新田は「宇田川喜兵衛新田」の略であり、後に宇喜田村と呼ばれるようになった。現在の宇喜田町は、かつての宇喜新田の一部である（大部分は東葛西や北葛西という地名に改められた）。この功績により、定氏には上田1町5反（4,500坪）の屋敷地が与えられたと記録されている。
- 1533年（天文2年） - 品川に生まれる。
- 1555年（弘治元年） - 小松川に移住。
- 1596年（慶長元年） - 宇喜新田を開発。関東郡代伊奈氏の公認・援助があったとされる。

定氏は港区の開発もしたとされる。その地域は、江戸時代には芝宇田川町と呼ばれており、居住していた浮世絵師・歌川豊春がこの地にちなんで「歌川」（うたがわ）を名乗り始めた。後にこの歌川派から歌川広重らが輩出する。
宇田川弥次衛門は船堀地区を開発した。
宇田川は、現在でも江戸川区や浦安市で特によく見かける苗字である。衆議院議員宇田川芳雄や有形文化財の旧宇田川家住宅などが挙げられる。江戸川区二之江には、代々村役人を務めた宇田川家の長屋門が存在した。これは江戸時代後期の建築と推定される茅葺き・武者窓付きの貴重な長屋門であり江戸川区文化財に指定されていたものの、老朽化著しく維持困難のため2011年に解体された。

### 宇田川氏（杉並区・新宿区・世田谷区・港区）
上記系統との関係は不詳であるが、古くは荻窪（杉並区）や落合（新宿区、目白文化村 参照）周辺の大地主に宇田川氏が見られた。荻窪の中道寺では、千葉氏の家臣・宇田川茂右衛門に本堂の土地を寄進されたと伝えている。
また、世田谷を治めていた吉良氏の主要家臣（吉良四天王）には宇田川氏が数えられている。
これらの地域では現在も宇田川姓の住民や、不動産関連を中心に宇田川を冠する社名がよく見受けられる。
港区の有形文化財『宇田川家文書』によれば、港区高輪の宇田川家は江戸時代から肥後熊本藩細川家の御用商人であり、大正時代まで細川家との関係が続いたという。

## 宇田川氏（美作国・蘭学）
美作国の宇田川氏（うだがわし）とは、津山藩の藩医（江戸詰）を勤めた一族であり、蘭学の名門である。宇田川玄随、宇田川玄真、宇田川榕菴、宇田川興斎が輩出し、それぞれが蘭学において先駆的な業績を残している。越前松平家庶流の津山藩主家は、徳川将軍家から養子を迎えたため幕府内での地位が高く、宇田川家も幕府で重用された。幕府の翻訳機関である蛮書和解御用（東京大学源流の一つ）での百科事典『厚生新編』翻訳に玄真・榕庵が参加している。
医業における業祖は、武蔵国足立郡小台村（現・東京都足立区小台）の豪農出身であった宇田川玄中であり、武蔵国の宇田川氏から分かれた一族と考えられる。ただし、玄真から興斎までの3代はすべて才能を見出された「弟子」に近い養子であり、血縁関係はない。